# Navua Football Club
Maillots
Le Navua Football Club est un club de football fidjien basé à Navua (en), sur l'île de Viti Levu, aux Îles Fidji. Créé en 1943, il dispute ses rencontres au Thomson Park d'une capacité de 1 000 places.

## Historique
Le Navua FC est créé en 1943 lors de la formation de la Navua Football Association par CP Singh, un membre du conseil législatif fidjien. Après avoir échoué à rejoindre la première division du championnat fidjien en 1986, l'équipe réussit à monter en 1989 après une victoire sur le Tailevu Naitasiri FC,.
Finaliste de la Battle of Giants (en) en 1995, défaite deux buts à un face au Suva FC, le club remporte son premier trophée l'année suivante, lors des Fiji Games en prenant sa revanche sur le Suva FC, deux buts à zéro.
Victorieux de la Coupe des Fidji à trois reprises en 2003, 2008 et 2009 et finaliste de cette compétition en 2010, le Navua FC remporte également la Battle of Giants en 2005 et le championnat interdistrict en 2009.  Huitième du championnat 2014, le club se retrouve relégué en division inférieure.

## Palmarès
- Championnat des Fidji : 
  - Vice-champion en 2005 et 2009
- Coupe des Fidji : 
  - Vainqueur en 2003, 2008 et 2009
  - Finaliste en 2010
- Supercoupe des Fidji :
  - Finaliste en 2010 et 2011
- Battle of Giants (en) :
  - Vainqueur en 2005
  - Finaliste en 1995 et 2010
- Fidji Games :
  - Vainqueur en 1996